# Sassenage
Sassenage és un municipi francès situat al departament de la Isèra i a la regió d'Alvèrnia-Roine-Alps. L'any 2007 tenia 10.631 habitants.

## Demografia

### Població
El 2007 la població de fet de Sassenage era de 10.631 persones. Hi havia 4.178 famílies de les quals 1.060 eren unipersonals (469 homes vivint sols i 591 dones vivint soles), 1.262 parelles sense fills, 1.470 parelles amb fills i 386 famílies monoparentals amb fills.
La població ha evolucionat segons el següent gràfic:
Habitants censats

### Habitatges
El 2007 hi havia 4.408 habitatges, 4.242 eren l'habitatge principal de la família, 21 eren segones residències i 145 estaven desocupats. 1.919 eren cases i 2.433 eren apartaments. Dels 4.242 habitatges principals, 3.024 estaven ocupats pels seus propietaris, 1.103 estaven llogats i ocupats pels llogaters i 115 estaven cedits a títol gratuït; 140 tenien una cambra, 439 en tenien dues, 720 en tenien tres, 1.376 en tenien quatre i 1.567 en tenien cinc o més. 2.888 habitatges disposaven pel capbaix d'una plaça de pàrquing. A 2.018 habitatges hi havia un automòbil i a 1.826 n'hi havia dos o més.

### Piràmide de població
La piràmide de població per edats i sexe el 2009 era:
| Homes | Edats   | Dones |
| ----- | ------- | ----- |
| 0     | 95 o +  | 0     |
| 4     | 90 a 94 | 20    |
| 28    | 85 a 89 | 52    |
| 28    | 80 a 84 | 44    |
| 64    | 75 a 79 | 96    |
| 148   | 70 a 74 | 176   |
| 168   | 65 a 69 | 172   |
| 284   | 60 a 64 | 264   |
| 304   | 55 a 59 | 296   |
| 364   | 50 a 54 | 460   |
| 348   | 45 a 49 | 312   |
| 416   | 40 a 44 | 348   |
| 360   | 35 a 39 | 472   |
| 380   | 30 a 34 | 384   |
| 312   | 25 a 29 | 336   |
| 228   | 20 a 24 | 301   |
| 336   | 15 a 19 | 344   |
| 356   | 10 a 14 | 392   |
| 320   | 5 a 9   | 308   |
| 292   | 0 a 4   | 248   |

## Economia
El 2007 la població en edat de treballar era de 7.244 persones, 5.294 eren actives i 1.950 eren inactives. De les 5.294 persones actives 4.865 estaven ocupades (2.526 homes i 2.339 dones) i 429 estaven aturades (174 homes i 255 dones). De les 1.950 persones inactives 613 estaven jubilades, 819 estaven estudiant i 518 estaven classificades com a «altres inactius».

### Ingressos
El 2009 a Sassenage hi havia 4.350 unitats fiscals que integraven 10.898 persones, la mediana anual d'ingressos fiscals per persona era de 21.448 €.

### Activitats econòmiques
Dels 496 establiments que hi havia el 2007, 3 eren d'empreses extractives, 6 d'empreses alimentàries, 9 d'empreses de fabricació de material elèctric, 39 d'empreses de fabricació d'altres productes industrials, 87 d'empreses de construcció, 84 d'empreses de comerç i reparació d'automòbils, 34 d'empreses de transport, 18 d'empreses d'hostatgeria i restauració, 15 d'empreses d'informació i comunicació, 26 d'empreses financeres, 18 d'empreses immobiliàries, 76 d'empreses de serveis, 59 d'entitats de l'administració pública i 22 d'empreses classificades com a «altres activitats de serveis».
Dels 121 establiments de servei als particulars que hi havia el 2009, 1 era una gendarmeria, 1 oficina de correu, 5 oficines bancàries, 16 tallers de reparació d'automòbils i de material agrícola, 3 autoescoles, 4 paletes, 18 guixaires pintors, 13 fusteries, 20 lampisteries, 9 electricistes, 3 empreses de construcció, 6 perruqueries, 1 veterinari, 13 restaurants, 4 agències immobiliàries, 2 tintoreries i 2 salons de bellesa.
Dels 19 establiments comercials que hi havia el 2009, 2 eren supermercats, 4 fleques, 1 una carnisseria, 3 llibreries, 1 una botiga d'electrodomèstics, 1 una botiga de mobles, 4 botigues de material esportiu, 1 un drogueria i 2 floristeries.
L'any 2000 a Sassenage hi havia 15 explotacions agrícoles que ocupaven un total de 56 hectàrees.

## Equipaments sanitaris i escolars
El 2009 hi havia 4 farmàcies i 1 ambulància.
El 2009 hi havia 4 escoles maternals i 4 escoles elementals. A Sassenage hi havia 1 col·legi d'educació secundària i 1 liceu d'ensenyament general. Als col·legis d'educació secundària hi havia 628 alumnes i als liceus d'ensenyament general 714.

## Poblacions més properes
El següent diagrama mostra les poblacions més properes.